# فاسيلي ليبيديف-كوماتش
فاسيلي إيفانوفيتش ليبيديف-كوماتش (بالروسية: Васи́лий Ива́нович Ле́бедев-Кума́ч) (- 5 أغسطس  [بالتقويم القديم: 24 يوليو
] 1898 - 20 فبراير 1949) شاعر سوفيتي. كاتب نصوص كثير من الأغاني السوفيتية الشعبية. من أبرز أعماله كتابة نشيد الحزب البلشفي.